# NGC 4448
NGC 4448 هي مجرة حلزونية مع حلقة داخلية بارزة تقع في كوكبة الهلبة (كوكبة).

## وصلات خارجية
- NGC 4448 على موقع ويكي سكاي: DSS2, SDSS, GALEX, IRAS, Hydrogen α, X-Ray, Astrophoto, Sky Map, Articles and images